# Dorstenia turnerifolia
Dorstenia turnerifolia là một loài thực vật có hoa trong họ Moraceae. Loài này được Fisch. & C.A.Mey. mô tả khoa học đầu tiên năm 1846.

## Hình ảnh

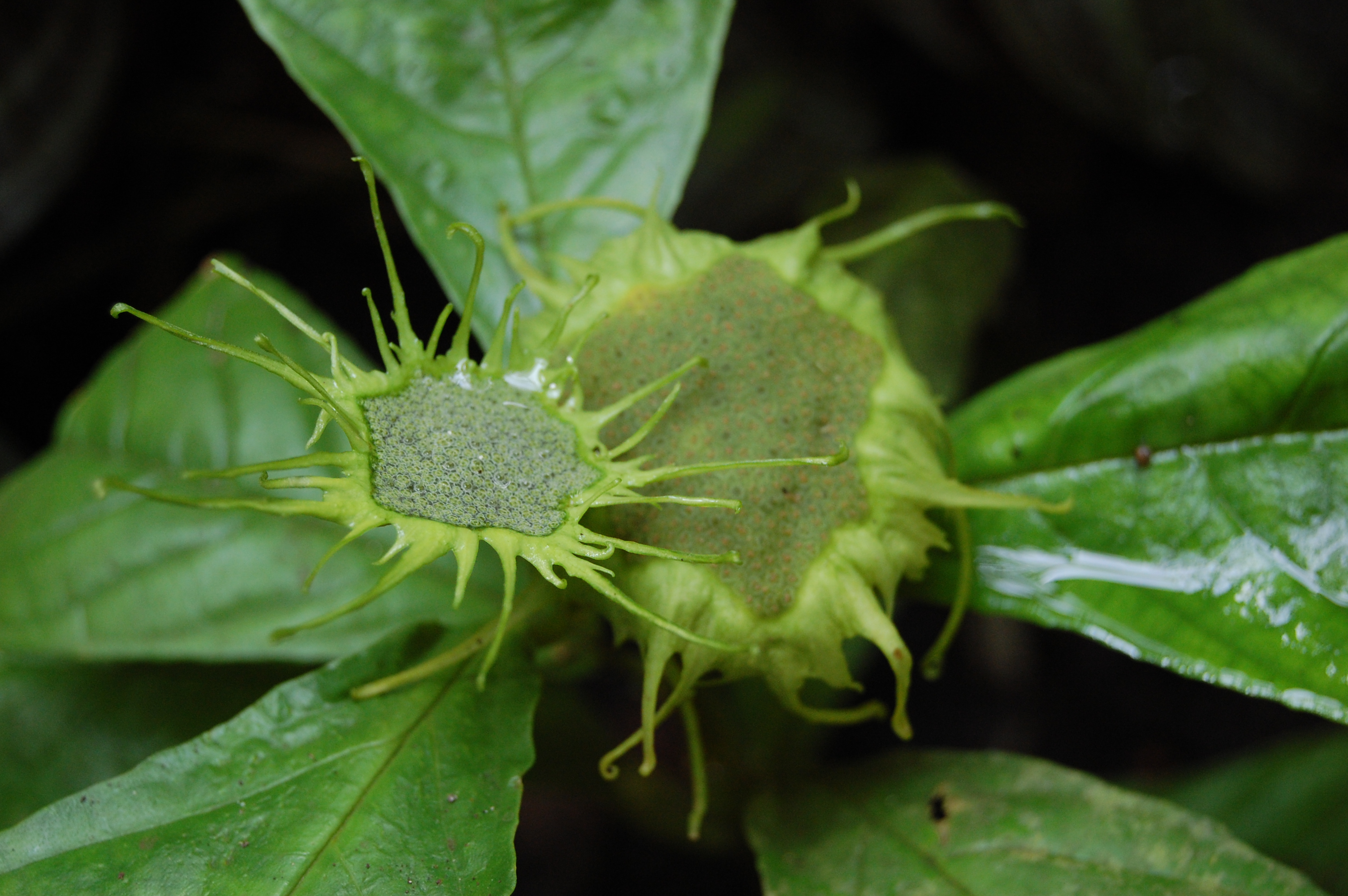